# Kitade Naohiro
Naohiro Kitade (sinh ngày 14 tháng 5 năm 1973) là một cầu thủ bóng đá người Nhật Bản.

## Sự nghiệp câu lạc bộ
Naohiro Kitade đã từng chơi cho Cerezo Osaka.